# Habitatge de protecció oficial
Un Habitatge de Protecció Oficial (HPO, també conegut com a Habitatge amb Protecció Pública o Habitatge Protegit) és un  tipus d'habitatge de preu limitat i, gairebé sempre, parcialment subvencionat per l'administració pública espanyola.
L'objectiu de l'HPO és afavorir que els ciutadans amb rendes més baixes puguin adquirir o arrendar habitatges dignes i adequades a uns preus assequibles a les seves possibilitats.
Les diferents Comunitats Autònomes han legislat sobre aquesta matèria, i per això no hi ha un règim uniforme en tot el territori nacional. Les explicacions que segueixen a continuació reflecteixen en general només el règim dels HPO que s'acullen als plans d'habitatge de l'Estat.

## Actuacions protegides
Es consideren
Actuacions protegides la  promoció; el lloguer, la  rehabilitació, la millores de eficiència energètica i de accessibilitat, l'adquisició i urbanització de sòl i fins i tot la pròpia gestió del  Pla

## Definició
Són qualificats com a habitatges de protecció oficial o, més en general, com habitatges protegits, per l'òrgan competent de les comunitats autònomes i ciutats de Ceuta i Melilla, que compleixin els requisits establerts en el Decret pel qual es regula el Pla Estatal d'Habitatge i Rehabilitació (2009-2012). Només podran destinar-se a la venda o l'arrendament i han de constituir el domicili o residència habitual i permanent dels seus ocupants, excepte en aquells supòsits que determina expressament aquest Reial decret.
Amb independència d'altres possibles denominacions per part de les comunitats autònomes i ciutats de Ceuta i Melilla en compliment de la seva normativa pròpia, els habitatges protegits de nova construcció, per a venda o arrendament, podran qualificar o declarar-se, a l'efecte de les condicions i ajudes d'aquest Reial decret, com a habitatges de protecció oficial (HPO) de  'règim especial' , habitatges protegits de  'règim general i concertat' .

## Classificació
Quan un habitatge és classificat com HPO, tant el constructor / promotor com el comprador reben certs beneficis, a canvi dels quals queden subjectes a certes condicions legals durant el temps de classificació de l'habitatge com HPO.
- El constructor es compromet a no vendre l'habitatge per sobre d'un preu màxim fixat per l'administració. Aquests preus solen estar bastant per sota dels preus de mercat.[4] a canvi, rep una sèrie de beneficis, incloent el finançament d'una gran part del projecte (fins al 80%) a un tipus d'interès baix.[5] A vegades, l'administració imposa al constructor l'edificació d'HPO com a condició per permetre l'edificació d'habitatge lliure.

- El comprador obté un habitatge a un preu notablement inferior al del mercat (a vegades també subvencions econòmiques per a la compra). A canvi, l'habitatge té una normativa d'ús i venda especial: primer, ha de ser el domicili habitual del comprador. Segon, si el comprador vol revendre l'habitatge, el preu està fixat per l'administració, qui a més posseeix dret preferent de compra.

## Desqualificació
La qualificació d'HPO sol tenir un període de validesa, després del qual l'HPO passa a ser habitatge lliure. De vegades és possible desclassificar un habitatge com HPO abans de l'acabament del període de validesa. En aquest cas, les administracions solen exigir la devolució de les subvencions atorgades. Com s'ha advertit, però, en diverses comunitats autònomes no cap la desqualificació dels HPO, per la qual cosa és permanent la seva limitació en preu i el seu destí a persones amb limitats recursos econòmics.

## Requisits exigibles
En termes generals, perquè un habitatge sigui classificable com HPO, l'Administració pública estableix una sèrie de requisits legals tant per a l'habitatge (mida i preu màxims) com per al comprador (ingressos màxims, típicament expressats en múltiples del IPREM, no disponibilitat d'una altra vivenda o que la mateixa sigui inadequada, per raons de mida o condicions).